# Blenheim Palace

Blenheim Palace är ett av Storbritanniens största och mest kända slott, beläget intill samhället Woodstock nordväst om Oxford i grevskapet Oxfordshire. På platsen låg tidigare det kungliga, medeltida Woodstocks slott.
Slottet uppfördes mellan 1705 och 1724 på mark som skänkts som "nationens gåva" till John Churchill, hertig av Marlborough efter dennes seger i slaget vid Blenheim i Bayern 1704; därav namnet på slottet. Slottet har sedan dess varit hertigarnas av Marlborough residens.
Blenheims park är omtalad då den utgör ett typiskt exempel på engelsk park, den landskapsarkitektur som var på modet i 1700-talets England. Stilen gick ut på att "återskapa" den vilda naturens oregelbundna charm, en skarp kontrast till tidigare epokers strikta trädgårdsideal. Parken anlades av "Capability" Brown som bland annat lät skapa ett biflöde till floden Cherwell för att göra en konstgjord sjö. På en konstgjord ö i sjön står likaledes konstgjorda "antika" ruiner.
Slottet är också bekant som födelseplats för Storbritanniens mest välkände premiärminister, Winston Churchill (premiärminister 1940-1945 och 1951-1955). Han är begravd på kyrkogården i grannbyn Bladon.
Den nuvarande hertigen av Marlborough bor på slottet, men stora delar upplåts till turistbesök. Slottet är sedan 1987 upptaget på Unescos världsarvslista.